# Anta Sarr
Pour les articles homonymes, voir Sarr.

Anta Sarr Diacko est une femme politique sénégalaise, née le 13 août 1962 à Usine Bène Tally, à Dakar.

## Biographie
Après des études primaires à l’école Ouagou Niayes 1 (future école Ndeuri Niang), elle fait sa scolarité au collège Martin-Luther-King jusqu'au Bfem et son entrée au lycée John F. Kennedy dans lequel elle obtient son bac en 1983. 
Elle intègre l’institut d’odonto-stomatologie de la faculté de médecine de l’Université Cheikh Anta Diop, parcours sanctionné par Certificat d’études supérieures d’odonto-stomatologie tropicale en novembre 1991, puis le diplôme d’État de docteur en chirurgie dentaire en décembre 1991. 
Désormais Chirurgien-dentiste , elle ouvre son cabinet à la rue Jules-Ferry, en 1995,  se marie et devient mère de deux garçons et d'une fille ; par ailleurs, elle  adhère en 2012 à l'Alliance pour la République, dont elle est ensuite devenue cadre, et a été nommée ministre de la Femme, de la Famille et de l'Enfance au sein du gouvernement d’Aminata Touré de 2013-2019 ,. 
Le 20 mai 2020, elle est nommée présidente du conseil d'orientation du Fonds de l'habitat social, au ministère de l’Urbanisme, du Logement et de l’Hygiène publique.